# درخواست امضای گواهی‌نامه
در سامانه‌های زیرساخت کلید عمومی (PKI) یک درخواست امضای گواهی‌نامه (CSR یا درخواست گواهی) پیامی است که درخواست دهنده برای مرجع صدور گواهی (CA) برای صدور گواهی هویت دیجیتال (SSL) می‌فرستد.

## فرایند ایجاد CSR
پیش از نام‌نویسی/صدور مجدد/تجدید یک گواهی SSL، درخواست دهنده باید یک جفت کلید شامل یک کلید عمومی و یک کلید خصوصی از سرور وب خود ایجاد کند. کلید خصوصی محرمانه می‌ماند و تنها درخواست دهنده از محتوای آن اطلاع دارد. کلید عمومی در قالب CSR که علاوه بر  آن حاوی اطلاعات هویتی درخواست دهنده برای مرجع صدور گواهی SSL ارسال می‌گردد. ایجاد CSR بدون ایجاد کلید خصوصی ممکن نیست و به طور مشابه کلید خصوصی را نیز نمی‌توان بدون ایجاد CSR ایجاد کرد. معمولاً کلیدهای عمومی و خصوصی هم‌زمان و به صورت یک جفت کلید در سرور وب ایجاد می‌شوند.
- نام سازمان
- واحد سازمانی: مثلاً مالکیت انحصاری، شرکت تجاری، بخش دانشگاهی، مدیریت دانشگاهی، بخش دولتی، نهاد غیردولتی، شرکت سهامی، سازمان غیرانتفاعی،…
- کد کشوری: یک کد دوحرفی است.
- ایالت یا استان
- شهر
- نام عمومی (Common Name): این نامی است که گواهی را متمایز می‌سازد و آن را به سازمان درخواست دهنده پیوند می‌دهد. باید نام دقیق هاست و دامنه‌ای را که گواهی برای آن صادر می‌شود وارد شود.[۱]